# Elena sabe (película)
Elena sabe es una película dramática argentina de 2023 basada en la novela homónima de Claudia Piñeiro. Fue dirigida por Anahí Berneri y coescrita por Berneri y Gabriela Larralde. Narra la historia de una mujer mayor con párkinson que investiga la misteriosa muerte de su hija. Está protagonizada por Mercedes Morán, Érica Rivas, Miranda de la Serna y Mercedes Scápola.
Producida por Haddock Films, la película fue anunciada en marzo del 2022 tras la adquisición de Netflix de los derechos de autor para su adaptación cinematográfica. Su rodaje comenzó en febrero del 2023 en la ciudad de Mar del Plata. Elena sabe tuvo su estreno inicial en el Festival Internacional de Cine de Mar del Plata el 4 de noviembre de 2023, antes de ser lanzada en Netflix el 24 de noviembre de ese mismo año.

## Sinopsis
Cuenta la historia de Elena y Rita, una madre e hija que desde siempre llevaron una relación tensa, sin embargo, un día Elena es diagnosticada con un párkinson atípico por lo que su hija Rita debe ponerse al cuidado completo de ella. Un día, Rita deja a su madre en la peluquería y no la vuelve a buscar más. La policía llega a la casa de Elena y le notifica que su hija apareció muerta. A partir de esto, Elena empieza una búsqueda por saber que pasó con Rita en aquella noche lluviosa. Por otra parte, la película muestra flashbacks de cómo fue la relación entre Elena y Rita cuando eran más jóvenes. 

## Elenco
- Mercedes Morán como Elena
- Érica Rivas como Rita Alonso
- Miranda de la Serna como Rita Alonso (adolescente)
- Mercedes Scápola como Isabel Herrera
- Marcos Montes como Padre Juan
- Rocío Belzuz como Isabel Herrera (adolescente)
- Agustina Muñoz como Elena (joven)
- Marcos Ferrante como Pablo Almada
- Alfredo Zenobi como Dr. Banegas
- Horacio Camandule como Oficial Avellaneda
- Susana Pampín como Docente
- Renata Lavado como Victoria Sacotti
- Muriel Sago como Margarita
- Mónica Gonzaga como Mimí

## Estreno
La película tuvo su estreno oficial el 3 de noviembre de 2023 en el Festival Internacional de Cine de Mar del Plata, donde formó parte de la competencia internacional y fue proyectada en sala Piazzolla del Teatro Auditorium. Luego, tuvo su estreno limitado en las salas de cines de Argentina el 16 de noviembre de ese mismo año, antes de ser lanzada mundialmente en Netflix el 24 de noviembre.

## Recepción

### Comentarios de la crítica
La película recibió críticas positivas por parte de los expertos. Juan Pablo Cinelli de Página 12 señaló que «el juego entre el drama y el policial no funciona tan bien en pantalla como en el texto original», pero destacó la actuación de Morán diciendo que «logra transmitir la fragilidad del personaje». Paula Vázquez Prieto de La Nación elogió el trabajo actoral de Morán, reconociendo que interpreta con precisión a Elena, donde «consigue una interpretación justa, potente en su falta de excesos» y que los mejores momentos se dan cuando se presenta la soledad del personaje.
En una reseña para Clarín, Pablo O. Scholz escribió que la película cuenta con un «lucimiento externo e interno», donde la primera escena «luce desde lo externo tremendamente desmejorada, en una caracterización acabada, correcta» y que «Rivas no puede sacar mucho provecho de las oportunidades que le da el guion, cuyas idas y vueltas pueden llegar a confundir en algún momento al espectador».

### Premios y nominaciones
| Lista de premios y nominaciones | Lista de premios y nominaciones                 | Lista de premios y nominaciones    | Lista de premios y nominaciones   | Lista de premios y nominaciones | Lista de premios y nominaciones |
| Año                             | Organización                                    | Categoría                          | Nominado/a(s)                     | Resultado                       | Ref(s)                          |
| ------------------------------- | ----------------------------------------------- | ---------------------------------- | --------------------------------- | ------------------------------- | ------------------------------- |
| 2023                            | Festival Internacional de Cine de Mar del Plata | Mejor largometraje                 | Elena sabe                        | Nominado                        | [ 12 ] [ 13 ]                   |
| 2023                            | Festival Internacional de Cine de Mar del Plata | Mención especial                   | Anahí Berneri                     | Ganadora                        | [ 12 ] [ 13 ]                   |
| 2023                            | Festival Internacional de Cine de Mar del Plata | Mejor dirección de arte            | Fernanda Chali                    | Ganadora                        | [ 12 ] [ 13 ]                   |
| 2023                            | Festival Internacional de Cine de Mar del Plata | Mejor diseño de locaciones         | APPLAA                            | Ganador                         | [ 12 ] [ 13 ]                   |
| 2024                            | Premios Sur                                     | Mejor actriz                       | Mercedes Morán                    | Nominada                        | [ 14 ]                          |
| 2024                            | Premios Sur                                     | Mejor guion adaptado               | Anahí Berneri y Gabriela Larralde | Nominadas                       | [ 14 ]                          |
| 2024                            | Premios Sur                                     | Mejor maquillaje y caracterización | Emmanuel Miño                     | Nominado                        | [ 14 ]                          |
| 2024                            | Premios Martín Fierro de Cine y Series          | Mejor película de plataforma       | Elena sabe                        | Nominado                        | [ 15 ]                          |
| 2024                            | Premios Martín Fierro de Cine y Series          | Mejor actriz de drama              | Mercedes Morán                    | Ganadora                        | [ 15 ]                          |
| 2024                            | Premios Martín Fierro de Cine y Series          | Mejor maquillaje                   | Emmanuel Miño                     | Nominado                        | [ 15 ]                          |
| 2024                            | Premios Cóndor de Plata                         | Mejor actriz                       | Mercedes Morán                    | Nominada                        | [ 16 ]                          |
| 2024                            | Premios Cóndor de Plata                         | Mejor actriz de reparto            | Érica Rivas                       | Nominada                        | [ 16 ]                          |
| 2024                            | Premios Cóndor de Plata                         | Mejor guion adaptado               | Anahí Berneri y Gabriela Larralde | Nominadas                       | [ 16 ]                          |